# EuroCup 2019/20
Der EuroCup 2019/20 war die 18. Spielzeit des EuroCups im Vereinsbasketball der Herren. Er ist nicht zu verwechseln mit dem FIBA Europe Cup, der vom Kontinentalverband FIBA Europa ausgetragen wird.
Der Wettbewerb hatte ähnlich wie im übergeordneten Wettbewerb EuroLeague 2019/20 und wie bereits in der Vorsaison einen Namenssponsor mit dem griechischen Lebensmittelkonzern Vivartia und deren Snackmarke 7DAYS, so dass der vollständige Name des Wettbewerbs 7DAYS EuroCup lautete.
Der Wettbewerb wurde zu dieser Spielzeit aufgewertet, da neben dem Gewinner auch erstmals der unterlegene Finalist Startrecht an der nächstjährigen EuroLeague-Spielzeit (2020/21) erhalten hätte. Das Teilnehmerfeld des EuroCup konkurrierte in der Saison 2019/20 weiterhin in etwa auf Augenhöhe mit dem der Basketball Champions League um die Stellung als zweitwichtigstem Europapokal-Wettbewerb im Basketball.
Mitte März 2020 wurde das Turnier aufgrund der COVID-19-Pandemie unterbrochen und am 25. Mai des Jahres endgültig abgebrochen.

## Modus
Am EuroCup nahmen in der Vorrunde wie im Vorjahr 24 Mannschaften teil. Die Vorrunde wurde im Rundenturnier-Modus englisch round robin mit Hin- und Rückspiel in vier Gruppen mit je sechs Mannschaften gespielt. Die beiden sportlich letztplatzierten und erfolglosesten Mannschaften jeder Vorrundengruppe schieden aus, während die anderen Mannschaften die zweite Gruppenphase der 16 besten Mannschaften erreichten.
Auch hier wurde in vier Gruppen mit nun jeweils vier Mannschaften weitergespielt, wobei gestaffelt nach Vorrundenplatzierung sich die Mannschaften auf die Zwischenrundengruppen verteilten, so dass keine Gruppengegner der Vorrunde auch in der Zwischenrunde gegeneinander spielten. Die jeweils Erst- und Zweitplatzierten jeder Zwischenrunde qualifizierten sich für das Viertelfinale, während die restlichen Zwischenrundenmannschaften ausschieden.

## Teilnehmende Mannschaften
Am Wettbewerb nahm ein Landesmeister sowie fünf Vizemeister aus den nationalen Ligen teil.
| Lega Basket Serie A           | 4 | Umana Reyer Venezia (M/3)     | Dolomiti Energia Trento (VF/6) | Virtus Bologna WC (11)      | Germania Brescia Leonessa WC (12) |
| ABA-Liga                      | 3 | Partizan NIS (HF/4)           | Budućnost VOLI (VM/2)          | KK Cedevita Olimpija (HF/3) |                                   |
| LNB Pro A                     | 3 | AS Monaco (VM/2)              | Limoges CSP WC (VF/4)          | Nanterre 92 WC (HF/4)       |                                   |
| Liga ACB                      | 3 | Unicaja Málaga (VF/6)         | Joventut de Badalona (VF/7)    | MoraBanc Andorra (10)       |                                   |
| Türkiye Basketbol Ligi        | 3 | Tofaş Spor Kulübü (HF/3)      | Galatasaray (HF/4)             | Darüşşafaka Tekfen WC (10)  |                                   |
| Basketball-Bundesliga         | 2 | EWE Baskets Oldenburg (HF/3)  | ratiopharm Ulm (VF/6)          |                             |                                   |
| VTB United League ( Russland) | 2 | UNICS Kasan (HF/3)            | Lokomotive Kuban (VF/5)        |                             |                                   |
| Basket League                 | 1 | Promitheas Patras (VM/2)      |                                |                             |                                   |
| Ligat ha’Al                   | 1 | Maccabi Rischon LeZion (VM/2) |                                |                             |                                   |
| LKL                           | 1 | Lietuvos rytas (VM/2)         |                                |                             |                                   |
| Liga Koszykówki               | 1 | Asseco Gdynia (HF/3)          |                                |                             |                                   |

a: in Klammern Play-off-Runde und Abschlussplatzierung in der jeweiligen Meisterschaft mit M = Meister, VM = Vizemeister, HF = Halbfinale, VF = Viertelfinale ansonsten nur Hauptrundenplatzierung, WC: Wildcard

## Erste Gruppenphase
Die erste Gruppenphase fand vom 2. Oktober bis 18. Dezember 2019 statt.

### Gruppe A
| Klub                      | Sp | S | N | P+  | P-  |
| ------------------------- | -- | - | - | --- | --- |
| 1. Virtus Bologna         | 10 | 8 | 2 | 846 | 791 |
| 2. MoraBanc Andorra       | 10 | 7 | 3 | 853 | 766 |
| 3. AS Monaco              | 10 | 6 | 4 | 763 | 732 |
| 4. Promitheas Patras      | 10 | 6 | 4 | 771 | 751 |
| 5. Maccabi Rischon LeZion | 10 | 2 | 8 | 740 | 862 |
| 6. ratiopharm Ulm         | 10 | 1 | 9 | 793 | 864 |

### Gruppe B
| Klub                   | Sp | S | N | P+  | P-  |
| ---------------------- | -- | - | - | --- | --- |
| 1. Umana Reyer Venezia | 10 | 8 | 2 | 759 | 713 |
| 2. Partizan NIS        | 10 | 7 | 3 | 767 | 722 |
| 3. Tofaş Spor Kulübü   | 10 | 5 | 5 | 804 | 822 |
| 4. Lietuvos rytas      | 10 | 4 | 6 | 800 | 811 |
| 5. Lokomotive Kuban    | 10 | 4 | 6 | 797 | 780 |
| 6. Limoges CSP         | 10 | 2 | 8 | 748 | 827 |

### Gruppe C
| Klub                         | Sp | S | N | P+  | P-  |
| ---------------------------- | -- | - | - | --- | --- |
| 1. UNICS Kasan               | 10 | 6 | 4 | 783 | 775 |
| 2. Germania Brescia Leonessa | 10 | 6 | 4 | 705 | 725 |
| 3. Darüşşafaka Tekfen        | 10 | 5 | 5 | 746 | 708 |
| 4. Joventut de Badalona      | 10 | 5 | 5 | 838 | 834 |
| 5. Nanterre 92               | 10 | 4 | 6 | 792 | 809 |
| 6. KK Cedevita Olimpija      | 10 | 4 | 6 | 799 | 812 |

### Gruppe D
| Klub                       | Sp | S | N | P+  | P-  |
| -------------------------- | -- | - | - | --- | --- |
| 1. Unicaja Málaga          | 10 | 7 | 3 | 845 | 774 |
| 2. Galatasaray             | 10 | 6 | 4 | 813 | 792 |
| 3. EWE Baskets Oldenburg   | 10 | 6 | 4 | 840 | 850 |
| 4. Dolomiti Energia Trento | 10 | 5 | 5 | 797 | 817 |
| 5. Budućnost VOLI          | 10 | 3 | 7 | 784 | 775 |
| 6. Asseco Gdynia           | 10 | 3 | 7 | 710 | 781 |

## Zweite Gruppenphase (Top 16)
Die zweite Gruppenphase fand vom 8. Januar bis 5. März 2020 statt.

### Gruppe E
| Klub                       | Sp | S | N | P+  | P-  |
| -------------------------- | -- | - | - | --- | --- |
| 1. Partizan NIS            | 6  | 5 | 1 | 489 | 418 |
| 2. Virtus Bologna          | 6  | 4 | 2 | 519 | 488 |
| 3. Darüşşafaka Tekfen      | 6  | 3 | 3 | 458 | 464 |
| 4. Dolomiti Energia Trento | 6  | 0 | 6 | 413 | 509 |

### Gruppe F
| Klub                         | Sp | S | N | P+  | P-  |
| ---------------------------- | -- | - | - | --- | --- |
| 1. Promitheas Patras         | 6  | 4 | 2 | 440 | 383 |
| 2. Umana Reyer Venezia       | 6  | 4 | 2 | 452 | 462 |
| 3. Germania Brescia Leonessa | 6  | 2 | 4 | 421 | 441 |
| 4. EWE Baskets Oldenburg     | 6  | 2 | 4 | 474 | 501 |

### Gruppe G
| Klub              | Sp | S | N | P+  | P-  |
| ----------------- | -- | - | - | --- | --- |
| 1. AS Monaco      | 6  | 4 | 2 | 494 | 443 |
| 2. UNICS Kasan    | 6  | 3 | 3 | 481 | 483 |
| 3. Lietuvos rytas | 6  | 3 | 3 | 468 | 482 |
| 4. Galatasaray    | 6  | 2 | 4 | 471 | 506 |

### Gruppe H
| Klub                    | Sp | S | N | P+  | P-  |
| ----------------------- | -- | - | - | --- | --- |
| 1. Unicaja Málaga       | 6  | 4 | 2 | 510 | 500 |
| 2. Tofaş Spor Kulübü    | 6  | 4 | 2 | 493 | 479 |
| 3. Joventut de Badalona | 6  | 3 | 3 | 528 | 528 |
| 4. MoraBanc Andorra     | 6  | 1 | 5 | 497 | 521 |

## Knockout-Runden
Das Viertelfinale wurde aufgrund der COVID-19-Pandemie nicht mehr ausgetragen und das Turnier abgebrochen.

### Viertelfinale
| Paarung           | Paarung | Paarung             | 1. Spiel | 2. Spiel | 3. Spiel |
| Partizan NIS      | −       | UNICS Kasan         | --:--    | --:--    |          |
| Promitheas Patras | −       | Tofaş Spor Kulübü   | --:--    | --:--    |          |
| AS Monaco         | −       | Virtus Bologna      | --:--    | --:--    |          |
| Unicaja Málaga    | −       | Umana Reyer Venezia | --:--    | --:--    |          |